# The Secret Lives of Dentists
Pour plus de détails, voir Fiche technique et Distribution.
The Secret Lives of Dentists est un film américain réalisé par Alan Rudolph et sorti en 2002.

## Fiche technique
- Réalisation : Alan Rudolph
- Scénario : Craig Lucas d'après un roman de Jane Smiley
- Photographie : Florian Ballhaus
- Montage : Andy Keir
- Musique : Gary DeMichele
- Pays d'origine :  États-Unis
- Genre : Film dramatique
- Durée : 104 minutes (1 h 44)
- Dates de sortie: 
  - Canada : 9 septembre 2002 (Festival international du film de Toronto)
  - États-Unis : 24 janvier 2003 (Sundance Film Festival) / Sortie nationale : 29 août 2003
  - France : 15 mai 2003 (Festival de Cannes)

## Distribution
- Campbell Scott : David Hurst
- Denis Leary : Slater
- Robin Tunney : 	Laura
- Peter Samuel : Larry
- Hope Davis : Dana Hurst
- Jon Patrick Walker : Mark
- Gianna Beleno : Lizzie Hurst
- Lydia Jordan : Stephanie Hurst
- Cassidy Hinkle : Leah Hurst
- Adele D'Man : Carol

## Récompenses et distinctions
- Meilleur scénario et meilleure actrice Hope Davis à la 69e cérémonie des New York Film Critics Circle Awards[1]
- Prix spécial du National Board of Review[1]
- Campbell Scott nommé à la 10e cérémonie des Chlotrudis Awards
- Craig Lucas nommé pour son scénario à la 38e cérémonie des National Society of Film Critics Awards